# Strefa Historyczna Wolnego Miasta Gdańska
Strefa Historyczna Wolnego Miasta Gdańska – placówka edukacyjno-muzealna o charakterze historycznym, prezentująca eksponaty z okresu Wolnego Miasta Gdańska; oddział Towarzystwa Przyjaciół Gdańska. Ekspozycję wzbogacają akcenty multimedialne – stare filmy dokumentalne pokazujące Gdańsk; odtwarzany jest także oryginalny hymn Wolnego Miasta Gdańska z lat 30. "Für Danzig" autorstwa Paula Enderlinga.
Uroczyste otwarcie placówki przy ul. Piwnej 19 odbyło się 27 czerwca 2009. W dniu inauguracji do odwiedzenia ekspozycji zachęcał kursujący po mieście specjalnie z tej okazji najstarszy tramwaj w Gdańsku, pojazd typu Bergmann. 1 grudnia 2012 muzeum zostało przeniesione do nowej siedziby przy Długim Targu 25/27 wejście od ul. Pończoszników (na lewo od Bramy Zielonej).